# 最終兵器愛麗絲
《最終兵器愛麗絲》（：／），為韓國OTT WATCHA原創網路劇集，自2022年6月24日起在OTT WATCHA播映。

## 演員陣容
| 演員   | 角色          | 介紹 |
| 朴世阮 | 韓冬天/愛麗絲 | 轉學生/殺手 在殺手訓練時因不能殺人而逃出犯罪組織，後被追殺，因而從英國逃至韓國，更名為韓冬天。 轉學後認識了徐夏天，漸漸喜歡上他。 |
| 宋建熙 | 徐夏天        | 神秘高中生 喜歡被欺凌，直至遇到韓冬天改變了他的人生。                                                                             |
| 金盛吴 | 潘先生        | 冬天的父親 因親生女兒被犯罪組織殺害而把愛麗絲當作冬天養活。                                                                       |
| 金太勳 | Spicy         | 犯罪組織領袖 追殺愛麗絲的人 |
| 鄭勝吉 |               | 夏天的養父 |
| 車珠英 | 洋洋          | 犯罪組織 |